# Titanic Historical Society
La Titanic Historical Society (souvent désignée par ses initiales, THS) est une association à but non lucratif qui vise à perpétuer le souvenir du paquebot Titanic, de son naufrage, et, de façon plus générale, de tout ce qui touche aux paquebots du début du XXe siècle.
Fondée en 1963 par Edward Kamuda dans le Massachusetts, l'association prend progressivement de l'importance et devient la société de référence concernant le Titanic. Elle publie également un magazine, The « Titanic » Commutator, qui comprend des articles sur le navire, mais également sur d'autres paquebots. L'association dispose également d'un historien attitré, Don Lynch, auteur de plusieurs ouvrages sur le sujet, et compte également parmi ses membres le peintre Ken Marschall.
L'action de l'association prend différentes formes, et se caractérise notamment par des conventions annuelles. Elle cherche également à acquérir des objets liés au navire, qui sont exposés dans le musée de la THS. Les membres de l'association participent également à des documentaires, et ont également assisté, notamment d'un point de vue historique, le réalisateur James Cameron pour son film Titanic.

## Histoire
La Titanic Historical Society est fondée le 7 juillet 1963 dans le Massachusetts, au domicile d'Edward Kamuda. La société est alors sans prétentions et ne comprend que quelques membres. Elle édite également un magazine tout d'abord intitulé Marconigraph, qui devient par la suite The « Titanic » Commutator. Celui-ci présente des articles sur l'histoire du Titanic et plus généralement sur celle de la White Star Line. Il présente également les dernières découvertes sur le sujet.
En grandissant, la société organise des actions d'importance médiatique. Ainsi, des rescapés sont invités aux commémorations. En avril 1998, onze d'entre eux dont Michel Marcel Navratil participent ainsi à une convention. Une autre convention a réuni sept rescapés autour d'un repas similaire à celui servi à bord le soir du naufrage.
La société a également fortement grandi. De 45 membres au départ, elle en compte quarante ans plus tard plusieurs milliers, américains, mais également anglais, français, allemands…

## Action
Outre son rôle historique, à travers la publication d'articles, la THS use également d'autres moyens pour perpétuer le souvenir du paquebot. Elle a ainsi entretenu des contacts avec l'historien Walter Lord. D'autres membres prestigieux rejoignent également la société, les historiens Don Lynch et Ken Marschall, auteurs de l'ouvrage à succès, « Titanic », la Grande Histoire Illustrée ou encore Frank Aks, l'un des derniers survivants du naufrage qui avait été surnommé, en avril 1912, le « Bébé du Titanic ».
En 1997, certains membres de la THS, notamment Lynch, aident également à la réalisation du film de James Cameron, Titanic, en tant que consultants historiques. Lynch, ainsi que Marshall et Edward Kamuda, apparaissent de plus dans le film comme figurants.
La société fait également l'acquisition de nombreux objets liés au navire qui sont par la suite exposés dans son musée, dans son berceau du Massachusetts. L'une des principales pièces exposées est le gilet de sauvetage porté par Madeleine Astor, épouse du milliardaire John Jacob Astor. De même, lorsque Millvina Dean, dernière rescapée du naufrage, est contrainte de vendre certains souvenirs pour financer ses soins, la THS tente sans succès de racheter les objets pour les lui rendre.